# Райо Вальєкано
«Райо Вальєкано» (ісп. Rayo Vallecano de Madrid) — іспанський футбольний клуб з міста Мадрид, виступає в Ла-Лізі. Заснований 1924 року. Домашні матчі проводить на стадіоні «Кампо де Вальєкас», місткість стадіону 14 708 глядачів.
Українцям цей клуб міг запам'ятатися скандалом довкола трансферу Романа Зозулі. Фанати клубу зірвали перехід нападника з «Бетіса» зимою 2017 року. Вони прийшли на перше тренування команди після переходу Зозулі і розгорнули банер з текстом: «Вальєкас – не місце для нацистів. Преса, тебе це теж стосується. Забирайся!».
Також свого часу за «бджіл» виступав колишній захисник «Шахтаря» Разван Рац.
15 грудня 2019 ультрас «Райо» зірвали матч проти «Альбасете», скандуючи «Нацист» на адресу Романа Зозулі.

## Склад
| №  | Поз. | Нац.     | Гравець             |
| -- | ---- | -------- | ------------------- |
| 1  | ВР   | Іспанія  | Давід Кобеньо       |
| 2  | ЗХ   | Іспанія  | Тіто                |
| 3  | ЗХ   | Іспанія  | Хосе Мануель Касадо |
| 4  | ЗХ   | Іспанія  | Мікель Лабака       |
| 5  | ЗХ   | Іспанія  | Алехандро Аррібас   |
| 6  | ПЗ   | Іспанія  | Рафаель Гарсія      |
| 7  | ПЗ   | Іспанія  | Хосе Мовілья        |
| 8  | ПЗ   | Іспанія  | Мічел               |
| 9  | НП   | Іспанія  | Рауль Тамудо        |
| 10 | НП   | Іспанія  | Піті                |
| 11 | НП   | Бразилія | Педро Ботельо       |

| №  | Поз. | Нац.       | Гравець           |
| -- | ---- | ---------- | ----------------- |
| 13 | ВР   | Іспанія    | Даніель Хіменез   |
| 14 | НП   | Іспанія    | Ностор Сусаєта    |
| 15 | ЗХ   | Іспанія    | Рауль Браво       |
| 16 | ЗХ   | Гана       | Абдул Мумін       |
| 17 | ПЗ   | Іспанія    | Роберто Трашоррас |
| 18 | ПЗ   | Іспанія    | Хаві Фуего        |
| 20 | ПЗ   | Іспанія    | Мічу              |
| 21 | ЗХ   | Іспанія    | Хорді             |
| 22 | НП   | Бразилія   | Суелітон          |
| 23 | НП   | Чорногорія | Делібашич         |
| 24 | НП   | Іспанія    | Пачеко            |
| 27 | НП   | Гвінея     | Ласс              |

## Досягнення
Прімера
- 8-ме місце (1): 2012-13

Кубок Іспанії
- Півфіналіст (1): 1982

Кубок УЄФА
- Чвертьфіналіст (1): 2000/01